# Festival Eurovisão da Canção 1974
O Festival Eurovisão da Canção 1974 (em inglês: Eurovision Song Contest 1974 e em francês: Concours Eurovision de la chanson 1974)  foi o 19.º Festival Eurovisão da Canção e realizou-se em 6 de abril de 1974, em Brighton, Reino Unido. Katie Boyle foi pela quarta e última vez a apresentadora do festival que foi ganho pela banda sueca ABBA, com a canção "Waterloo", que, em 2005, seria considerada no especial Congratulations: 50 Anos do Festival Eurovisão da Canção, a melhor canção de todos os tempos. Esta canção também foi o ponto de partida para os ABBA se lançarem numa carreira internacional de sucesso. A roupa do diretor de orquestra sueco, a lembrar Napoleão Bonaparte, também ficou para a história.
O Luxemburgo, vencedor do ano anterior não queria realizar o festival pelo segundo ano consecutivo, então o Reino Unido concordou em realizar o evento. Quem representou o Reino Unido nesse festival foi a cantora pop britânica Olivia Newton-John, que ficou em 4º lugar com a canção "Long Live Love". Ela pretendia cantar uma canção diferente, mas a canção "Long Live Love" foi escolhida pelo público.
A França tinha escolhido a sua canção para a Eurovisão "La vie a vingt cinq ans" interpretada por Dani, que seria a 14ª canção a subir ao palco, mas desistiu porque o presidente francês Georges Pompidou morreu na semana do festival e o funeral seria a dia 6 de abril, dia de festival. A competição foi gravada e transmitida na semana seguinte, seguida da transmissão da música que representaria a França. Anne-Marie David, que entregaria o troféu, também estava ausente.
Em 25 de abril de 1974, a canção "E depois do adeus", representante de Portugal e interpretada por Paulo de Carvalho, foi usada como senha para o começo das operações dos tanques e o início da Revolução dos Cravos, movimento dos capitães do Exército português que derrubou a ditadura salazarista que vigorava no país desde 1926. Esta é considerada a única canção da história da Eurovisão a começar literalmente uma revolução.
A Malta tinha escolhido Enzo Guzman e a canção "Paċi Fid Dinja" (Paz no Mundo) para representar o país, mas desistiram por razões desconhecidas.
Já a canção Sì, representante da Itália e interpretada por Gigliola Cinquetti, ficou em segundo lugar, com 18 pontos, mas foi motivo de polêmica em seu país: ela foi gravada na mesma época em que o governo italiano fez um referendo para tentar revogar parcialmente a Lei do Divórcio. Apesar de ser uma canção romântica, seu refrão foi associado ao "Sim", lado apoiado pela Igreja Católica e por partidos de direita. O festival coincidiu com o dia da votação do referendo, o que levou a RAI, emissora pública italiana, a suspender a transmissão direta do Eurovisão para o país, a fim de evitar influência no resultado. O programa foi gravado e exibido no dia 12 de maio. Já o referendo foi vencido pelo "Não", apoiado pelos partidos de esquerda, e a Lei do Divórcio foi mantida, o que representou uma forte derrota sofrida pelo governo e pelo Vaticano.

## Local

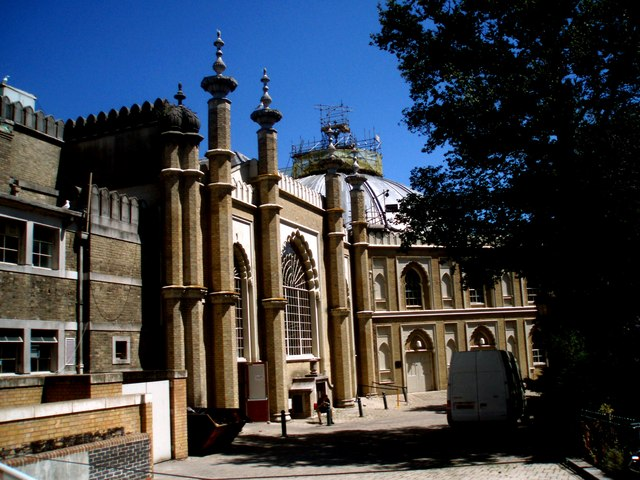
Brighton Dome, em Brighton, no Reino Unido.

O Festival Eurovisão da Canção 1974 ocorreu em Brighton, no Reino Unido. Brighton é a parte mais importante da cidade de Brighton e Hove (formados a partir das cidades da antiga Brighton, Hove, Portslade e várias outras aldeias), em East Sussex, no Reino Unido na costa sul da Inglaterra. O antigo povoado de Brighthelmston data de antes do Livro de Domesday (1086), mas emergiu como estância de saúde durante o século XVIII e tornou-se um destino turístico após a chegada da ferrovia em 1841. Brighton experimentou um rápido crescimento populacional atingindo um pico de mais de 160 000 em 1961. A moderna Brighton faz parte de uma aglomeração se estende ao longo da costa, com uma população de cerca de 480 mil.
O festival em si realizou-se no Brighton Dome, um espaço de artes que abriga o Concert Hall, o Corn Exchange e o Pavilion Theatre. Todos os três locais estão ligados ao resto do Royal Pavilion Estate por um túnel subterrâneo para o Royal Pavilion em Pavilion Gardens e através de corredores compartilhados para Brighton Museum, como todo o complexo foi construído para o príncipe regente (mais tarde rei George IV) e concluída em 1805.

## Formato
Pela primeira vez, os vídeos promocionais das músicas selecionadas foram apresentados numa transmissão especial, transmitida simultaneamente na maioria dos países participantes. O programa, intitulado Auftakt für Brighton (Prelúdio para Brighton), foi coordenado pela ARD, a televisão pública alemã, e apresentado por Karin Tietze-Ludwig. Foi o primeiro programa do tipo "preview" a ser transmitido em muitos países europeus simultaneamente (tradicionalmente cada emissora nacional organizava o seu próprio programa de visualização). O programa também foi notável por ser a estreia na televisão europeia dos vencedores, ABBA, que foram particularmente creditados em prévias como "The Abba".

## Votação
Inicialmente, uma extensão do método de votação utilizado desde 1971 seria aplicado. Esse método consistia em que cada país tivesse 10 jurados a pontuar cada canção de 1 a 5. Como, nos ensaio, viu-se que este método de votação faria com que a votação demorasse mais de uma hora, a BBC, a 48 horas da emissão, fez voltar o método de votação utilizado até 1970, fazendo com que várias delegações, incluindo a portuguesa e a britânica, protestassem contra a BBC. Assim, cada país tinha um júri composto por dez membros, e cada um desses dez jurados atribuíam um ponto à sua canção preferida. Os diferentes júris foram contatados por telefone, de acordo com uma ordem determinada por sorteio, a primeira na história do concurso.
Antes do início da votação, Katie Boyle explicou duas outras regras. Primeiro, os jurados tiveram que manter suas deliberações longe de qualquer aparelho de rádio ou televisão. Eles não podiam ver o desenrolar da votação nem ouvir os resultados dos outros júris. Em segundo lugar, se a comunicação com um dos júris fosse perdida, seria lembrada no final da votação. Se fosse impossível restaurar a comunicação naquele momento, os votos do júri em questão seriam considerados nulos e sem efeito.
O supervisor delegado pela UER foi, mais uma vez, Clifford Brown.
Durante a votação, a câmera fez vários close-ups dos artistas. Em particular, os ABBA, Gigliola Cinquetti e Maggie MacNeal apareceram.

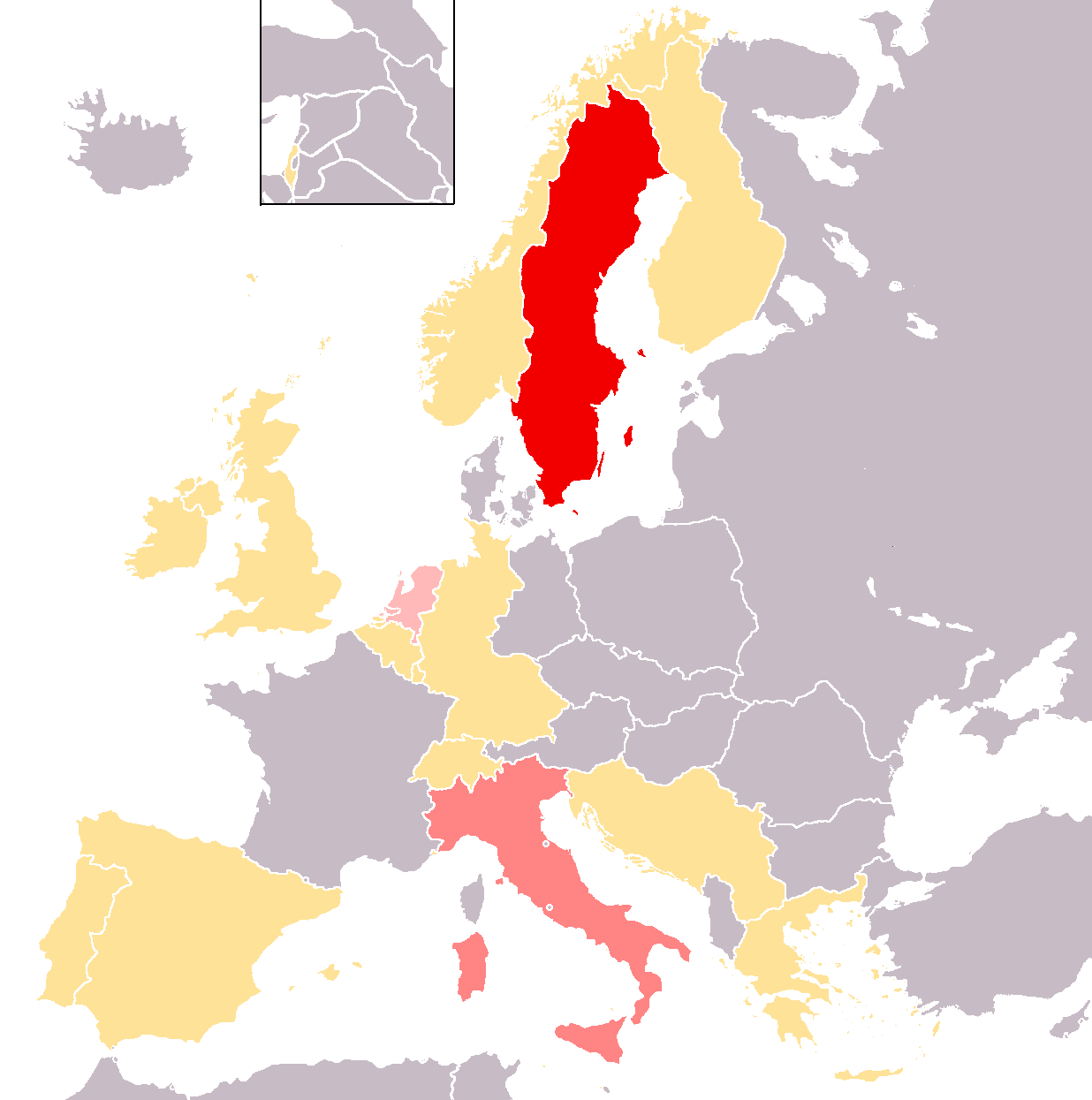
Vencedor
2º classificado
3º classificado

## Participações

Países participantes

| País            | Título original da Canção                                         | Artista                                | Processo                                         | Data da Selecção        |
| País            | Tradução em Português                                             | Idiomas de Interpretação               | Processo                                         | Data da Selecção        |
| --------------- | ----------------------------------------------------------------- | -------------------------------------- | ------------------------------------------------ | ----------------------- |
| Alemanha        | "Die Sommermelodie"                                               | Cindy & Bert                           | Deutsche Vorentscheidung - Die Montagsmaler 1974 | 11 de março de 1974     |
| Alemanha        | A melodia de verão                                                | Alemão                                 | Deutsche Vorentscheidung - Die Montagsmaler 1974 | 11 de março de 1974     |
| Bélgica         | "Baby, Baby"                                                      | Jacques Hustin                         | Six chansons avec Jacques Hustin 1974            | 14 de janeiro de 1974   |
| Bélgica         | Flor da liberdade                                                 | Francês                                | Six chansons avec Jacques Hustin 1974            | 14 de janeiro de 1974   |
| Estado espanhol | "Canta y sé feliz"                                                | Peret                                  | Seleção interna                                  | -                       |
| Estado espanhol | Canta e sê feliz                                                  | Castelhano                             | Seleção interna                                  | -                       |
| Finlândia       | "Keep me warm"                                                    | Carita                                 | Euroviisut 1974                                  | 16 de fevereiro de 1974 |
| Finlândia       | Mantém-me quente                                                  | Inglês                                 | Euroviisut 1974                                  | 16 de fevereiro de 1974 |
| França          | "La vie a vingt cinq ans"                                         | Dani                                   | Sélection française 1974                         | -                       |
| França          | A vida aos 25 anos                                                | Francês                                | Sélection française 1974                         | -                       |
| Grécia          | "Krasi, Thalasa Ke T' Agori Mu" (Κρασί, θάλασσα και τ' αγόρι μου) | Marinella                              | Seleção Interna                                  | -                       |
| Grécia          | Vinho, Mar e o meu namorado                                       | Grego                                  | Seleção Interna                                  | -                       |
| Irlanda         | "Cross Your Heart"                                                | Tina Reynolds                          | Irish Final 1974                                 | 10 de fevereiro de 1974 |
| Irlanda         | Atravessa o teu coração                                           | Inglês                                 | Irish Final 1974                                 | 10 de fevereiro de 1974 |
| Israel          | "Natati La Chaiai" (נתתי לה חיי)                                  | Poogy                                  | Seleção interna                                  | -                       |
| Israel          | Dei-te a minha vida                                               | Hebreu                                 | Seleção interna                                  | -                       |
| Itália          | "Sì"                                                              | Gigliola Cinquetti                     | Seleção interna                                  | -                       |
| Itália          | Sim                                                               | Italiana                               | Seleção interna                                  | -                       |
| Iugoslávia      | "Moja generacija" (Генерација '42)                                | Korni Group                            | Pjesma Eurovizije 1974                           | 2 de março de 1974      |
| Iugoslávia      | Minha geração                                                     | Servo-croata                           | Pjesma Eurovizije 1974                           | 2 de março de 1974      |
| Luxemburgo      | "Bye Bye I Love You"                                              | Ireen Sheer                            | Selecção Interna                                 | -                       |
| Luxemburgo      | Adeus Adeus Amo-te                                                | Francêsa                               | Selecção Interna                                 | -                       |
| Mónaco          | "Celui qui reste et celui qui s'en va"                            | Romuald                                | Seleção interna                                  | -                       |
| Mónaco          | Aquele que fica e aquele que parte                                | Francês                                | Seleção interna                                  | -                       |
| Noruega         | "The First Day of Love"                                           | Anne-Karine Strøm feat. Bendik Singers | Melodi Grand Prix 1974                           | 16 de fevereiro de 1974 |
| Noruega         | O primeiro dia de amor                                            | Inglês                                 | Melodi Grand Prix 1974                           | 16 de fevereiro de 1974 |
| Países Baixos   | "I See a Star"                                                    | Mouth & MacNeal                        | Nationaal Songfestival 1974                      | 27 de fevereiro de 1974 |
| Países Baixos   | Eu vejo uma estrela                                               | Inglês                                 | Nationaal Songfestival 1974                      | 27 de fevereiro de 1974 |
| Portugal        | "E depois do adeus"                                               | Paulo de Carvalho                      | Grande Prémio TV da Canção Portuguesa 1974       | 7 de março de 1974      |
| Portugal        | E depois do adeus                                                 | Português                              | Grande Prémio TV da Canção Portuguesa 1974       | 7 de março de 1974      |
| Reino Unido     | "Long Live Love"                                                  | Olivia Newton-John                     | A song for Europe 1974                           | 23 de fevereiro de 1974 |
| Reino Unido     | Viva o amor                                                       | Inglês                                 | A song for Europe 1974                           | 23 de fevereiro de 1974 |
| Suécia          | "Waterloo"                                                        | ABBA                                   | Melodifestivalen 1974                            | 9 de fevereiro de 1974  |
| Suécia          | Waterloo                                                          | Inglês                                 | Melodifestivalen 1974                            | 9 de fevereiro de 1974  |
| Suíça           | "Mein Ruf nach Dir"                                               | Piera Martell                          | Finale suisse 1974                               | 24 de janeiro de 1974   |
| Suíça           | A minha chamada para ti                                           | Alemão                                 | Finale suisse 1974                               | 24 de janeiro de 1974   |

## Festival
O vídeo introdutório traçou brevemente a história da cidade de Brighton, do século XIX até 1974, através de postais, fotos e vídeos. Seguiram-se alguns pontos turísticos da cidade litorânea. A câmera então mostrou a sala, as cabines dos comentadores, o quadro de votação, o palco e finalmente a orquestra.
A apresentadora da edição foi novamente Katie Boyle, que apresentava o certame pela quarta e última vez, depois de 1960, de 1963 e de 1968, que se dirigiu aos espetadores em inglês e francês.
A orquestra, dirigida por Ronnie Hazlehurst, estava num fosso ao pé do palco; o quadro de votação e a mesa do supervisor, à direita do palco. O palco em si era composto por uma decoração de painéis com formas orgânicas e curvas, de cor neutra. O pano de fundo consistia numa cortina. Vários degraus, um fosso e um pódio deram continuidade à decoração. Os painéis estavam alinhados com lâmpadas. Durante as apresentações, manchas coloridas permitiram dar àao palco diferentes atmosferas, essencialmente azuladas, rosa e laranja.
Os cartões postais começaram com pontos turísticos dos países participantes. Eles então mostraram os artistas, dando entrevistas, ensaiando no palco do Dome e andando por Brighton.
O intervalo foi ocupado pelo famoso grupo britânico The Wombles, personagens no programa de televisão infantil da BBC. Os Wombles cantaram a sua música, "Remember You A Womble", enquanto passeavam por Brighton para conhecer as crianças da cidade. Uma sequência mostrou-os no porto da cidade numa lancha. No final do vídeo, um Womble entrou no palco, com um cartaz a dizer "Vote for the Wombles" (Votem nos Wowbles), oferecendo depois uma rosa à apresentadora, Katie Boyle, que exclamou: "Bem, claro, nunca esquecerei que sou uma Womble agora".
| #   | País            | Idioma       | Artista                                | Canção                                                            | Lugar | Pontuação |
| --- | --------------- | ------------ | -------------------------------------- | ----------------------------------------------------------------- | ----- | --------- |
| 1º  | Finlândia       | Inglês       | Carita                                 | "Keep me warm"                                                    | 13º   | 4         |
| 2º  | Reino Unido     | Inglês       | Olivia Newton-John                     | "Long Live Love"                                                  | 4º    | 14        |
| 3º  | Estado espanhol | Castelhano   | Peret                                  | "Canta y sé feliz"                                                | 9º    | 10        |
| 4º  | Noruega         | Inglês       | Anne-Karine Strøm feat. Bendik Singers | "The First Day of Love"                                           | 14º   | 3         |
| 5º  | Grécia          | Grego        | Marinella                              | "Krasi, Thalasa Ke T' Agori Mu" (Κρασί, θάλασσα και τ' αγόρι μου) | 11º   | 7         |
| 6º  | Israel          | Hebraico     | Poogy                                  | "Natati La Chaiai" (נתתי לה חיי)                                  | 7º    | 11        |
| 7º  | Iugoslávia      | Servo-croata | Korni Group                            | "Moja generacija" (Генерација '42)                                | 12º   | 6         |
| 8º  | Suécia          | Inglês       | ABBA                                   | "Waterloo"                                                        | 1º    | 24        |
| 9º  | Luxemburgo      | Francêsa     | Ireen Sheer                            | "Bye Bye I Love You"                                              | 4º    | 14        |
| 10º | Mónaco          | Francês      | Romuald                                | "Celui qui reste et celui qui s'en va"                            | 4º    | 14        |
| 11º | Bélgica         | Francês      | Jacques Hustin                         | "Fleur de liberté"                                                | 9º    | 10        |
| 12º | Países Baixos   | Inglês       | Mouth & MacNeal                        | "I See a Star"                                                    | 3º    | 15        |
| 13º | Irlanda         | Inglês       | Tina Reynolds                          | "Cross Your Heart"                                                | 7º    | 11        |
| 14º | Alemanha        | Alemão       | Cindy & Bert                           | "Die Sommermelodie"                                               | 14º   | 3         |
| 15º | Suíça           | Alemão       | Piera Martell                          | "Mein Ruf nach Dir"                                               | 14º   | 3         |
| 16º | Portugal        | Português    | Paulo de Carvalho                      | "E depois do adeus"                                               | 14º   | 3         |
| 17º | Itália          | Italiano     | Gigliola Cinquetti                     | "Sì"                                                              | 2º    | 18        |

Notas:
a. ↑ Contém alguns versos em Inglês.

### Votação
Inicialmente, uma extensão do método de votação utilizado desde 1971 seria aplicado. Esse método consistia em que cada país tivesse 10 jurados a pontuar cada canção de 1 a 5. Como, nos ensaio, viu-se que este método de votação faria com que a votação demorasse mais de uma hora, a BBC, a 48 horas da emissão, fez voltar o método de votação utilizado até 1970, fazendo com que várias delegações, incluindo a portuguesa e a britânica, protestassem contra a BBC. Assim, cada país tinha um júri composto por dez membros, e cada um desses dez jurados atribuíam um ponto à sua canção preferida. Os diferentes júris foram contatados por telefone, de acordo com uma ordem determinada por sorteio, a primeira na história do concurso.
Antes do início da votação, Katie Boyle explicou duas outras regras. Primeiro, os jurados tiveram que manter suas deliberações longe de qualquer aparelho de rádio ou televisão. Eles não podiam ver o desenrolar da votação nem ouvir os resultados dos outros júris. Em segundo lugar, se a comunicação com um dos júris fosse perdida, seria lembrada no final da votação. Se fosse impossível restaurar a comunicação naquele momento, os votos do júri em questão seriam considerados nulos e sem efeito.
O supervisor delegado pela UER foi, mais uma vez, Clifford Brown.
Durante a votação, a câmera fez vários close-ups dos artistas. Em particular, os ABBA, Gigliola Cinquetti e Maggie MacNeal apareceram.Pela primeira vez, um sorteio foi feito para determinar a ordem de votação. Assim, ordem de votação no Festival Eurovisão da Canção 1974, foi a seguinte:
| Países Votantes | Países Pontuados | Países Pontuados | Países Pontuados | Países Pontuados | Países Pontuados | Países Pontuados | Países Pontuados                              | Países Pontuados | Países Pontuados | Países Pontuados | Países Pontuados | Países Pontuados | Países Pontuados     | Países Pontuados | Países Pontuados | Países Pontuados | Países Pontuados |
| --------------- | ---------------- | ---------------- | ---------------- | ---------------- | ---------------- | ---------------- | --------------------------------------------- | ---------------- | ---------------- | ---------------- | ---------------- | ---------------- | -------------------- | ---------------- | ---------------- | ---------------- | ---------------- |
| Países Votantes | Finlândia        | Reino Unido      | Espanha          | Noruega          | Grécia           | Israel           | República Socialista Federativa da Iugoslávia | Suécia           | Luxemburgo       | Mónaco           | Bélgica          | Países Baixos    | República da Irlanda | Alemanha         | Suíça            | Portugal         | Itália           |
| Finlândia       |                  | 1                |                  |                  |                  |                  | 1                                             | 5                |                  |                  |                  | 1                |                      |                  |                  |                  | 2                |
| Luxemburgo      |                  |                  | 1                |                  |                  |                  |                                               | 1                |                  | 2                | 3                |                  | 2                    |                  |                  |                  | 1                |
| Israel          | 2                |                  |                  |                  |                  |                  |                                               | 2                | 2                | 1                |                  | 1                | 1                    |                  |                  |                  | 1                |
| Noruega         |                  |                  | 2                |                  |                  |                  |                                               | 2                |                  | 1                | 2                | 1                | 2                    |                  |                  |                  |                  |
| Reino Unido     | 1                |                  |                  |                  |                  | 2                |                                               |                  |                  |                  |                  |                  | 1                    |                  | 1                |                  | 5                |
| Iugoslávia      |                  | 4                |                  |                  |                  |                  |                                               | 1                | 2                |                  |                  | 3                |                      |                  |                  |                  |                  |
| Grécia          |                  | 1                |                  |                  |                  |                  |                                               |                  | 1                |                  | 5                | 2                |                      | 1                |                  |                  |                  |
| Irlanda         | 1                | 1                |                  |                  |                  | 1                |                                               | 1                | 3                | 1                |                  | 1                |                      |                  |                  |                  | 1                |
| Alemanha        |                  | 2                | 1                |                  |                  |                  |                                               | 2                | 1                | 2                |                  | 1                |                      |                  | 1                |                  |                  |
| Portugal        |                  |                  | 2                |                  | 1                | 2                | 1                                             | 1                |                  | 1                |                  | 1                |                      |                  |                  |                  | 1                |
| Países Baixos   |                  |                  | 1                |                  | 4                | 2                |                                               | 3                |                  |                  |                  |                  |                      |                  |                  |                  |                  |
| Suécia          |                  |                  |                  | 1                | 2                | 1                |                                               |                  |                  | 1                |                  | 3                | 2                    |                  |                  |                  |                  |
| Estado espanhol |                  |                  |                  |                  |                  |                  | 1                                             | 1                | 1                | 2                |                  |                  | 2                    |                  |                  | 1                | 2                |
| Mónaco          |                  |                  | 3                | 1                |                  |                  |                                               |                  | 1                |                  |                  |                  | 1                    |                  |                  |                  | 4                |
| Suíça           |                  | 1                |                  |                  |                  |                  |                                               | 5                |                  | 1                |                  |                  |                      | 1                |                  | 2                |                  |
| Bélgica         |                  | 1                |                  | 1                |                  |                  | 1                                             |                  | 1                | 2                |                  | 1                |                      | 1                | 1                |                  | 1                |
| Itália          |                  | 3                |                  |                  |                  | 3                | 2                                             |                  | 2                |                  |                  |                  |                      |                  |                  |                  |                  |
| Total           | 4                | 14               | 10               | 3                | 7                | 11               | 6                                             | 24               | 14               | 14               | 10               | 15               | 11                   | 3                | 3                | 3                | 18               |
| Lugar           | 13º              | 4º               | 9º               | 14º              | 11º              | 7º               | 12º                                           | 1º               | 4º               | 4º               | 9º               | 3º               | 7º                   | 14º              | 14º              | 14º              | 2º               |
| Países Votantes | Finlândia        | Reino Unido      | Espanha          | Noruega          | Grécia           | Israel           | República Socialista Federativa da Iugoslávia | Suécia           | Luxemburgo       | Mónaco           | Bélgica          | Países Baixos    | República da Irlanda | Alemanha         | Suíça            | Portugal         | Itália           |
| Países Votantes | Países Pontuados |                  |                  |                  |                  |                  |                                               |                  |                  |                  |                  |                  |                      |                  |                  |                  |                  |

| Países Votantes | Países Pontuados | Países Pontuados | Países Pontuados | Países Pontuados | Países Pontuados | Países Pontuados | Países Pontuados                              | Países Pontuados | Países Pontuados | Países Pontuados | Países Pontuados | Países Pontuados | Países Pontuados     | Países Pontuados | Países Pontuados | Países Pontuados | Países Pontuados |
| --------------- | ---------------- | ---------------- | ---------------- | ---------------- | ---------------- | ---------------- | --------------------------------------------- | ---------------- | ---------------- | ---------------- | ---------------- | ---------------- | -------------------- | ---------------- | ---------------- | ---------------- | ---------------- |
| Países Votantes | Finlândia        | Reino Unido      | Espanha          | Noruega          | Grécia           | Israel           | República Socialista Federativa da Iugoslávia | Suécia           | Luxemburgo       | Mónaco           | Bélgica          | Países Baixos    | República da Irlanda | Alemanha         | Suíça            | Portugal         | Itália           |
| Finlândia       | 0                | 1                | 0                | 0                | 0                | 0                | 1                                             | 5                | 0                | 0                | 0                | 1                | 0                    | 0                | 0                | 0                | 2                |
| Luxemburgo      | 0                | 1                | 1                | 0                | 0                | 0                | 1                                             | 6                | 0                | 2                | 3                | 1                | 2                    | 0                | 0                | 0                | 3                |
| Israel          | 2                | 1                | 1                | 0                | 0                | 0                | 1                                             | 8                | 2                | 3                | 3                | 2                | 3                    | 0                | 0                | 0                | 4                |
| Noruega         | 2                | 1                | 3                | 0                | 0                | 0                | 1                                             | 10               | 2                | 4                | 5                | 3                | 5                    | 0                | 0                | 0                | 4                |
| Reino Unido     | 3                | 1                | 3                | 0                | 0                | 2                | 1                                             | 10               | 2                | 4                | 5                | 3                | 6                    | 0                | 1                | 0                | 9                |
| Iugoslávia      | 3                | 5                | 3                | 0                | 0                | 2                | 1                                             | 11               | 4                | 4                | 5                | 6                | 6                    | 0                | 1                | 0                | 9                |
| Grécia          | 3                | 6                | 3                | 0                | 0                | 2                | 1                                             | 11               | 5                | 4                | 10               | 8                | 6                    | 1                | 1                | 0                | 9                |
| Irlanda         | 4                | 7                | 3                | 0                | 0                | 3                | 1                                             | 12               | 8                | 5                | 10               | 9                | 6                    | 1                | 1                | 0                | 10               |
| Alemanha        | 4                | 9                | 4                | 0                | 0                | 3                | 1                                             | 14               | 9                | 7                | 10               | 10               | 6                    | 1                | 2                | 0                | 10               |
| Portugal        | 4                | 9                | 6                | 0                | 1                | 5                | 2                                             | 15               | 9                | 8                | 10               | 11               | 6                    | 1                | 2                | 0                | 11               |
| Países Baixos   | 4                | 9                | 7                | 0                | 5                | 7                | 2                                             | 18               | 9                | 8                | 10               | 11               | 6                    | 1                | 2                | 0                | 11               |
| Suécia          | 4                | 9                | 7                | 1                | 7                | 8                | 2                                             | 18               | 9                | 9                | 10               | 14               | 8                    | 1                | 2                | 0                | 11               |
| Estado espanhol | 4                | 9                | 7                | 1                | 7                | 8                | 3                                             | 19               | 10               | 11               | 10               | 14               | 10                   | 1                | 2                | 1                | 13               |
| Mónaco          | 4                | 9                | 10               | 2                | 7                | 8                | 3                                             | 19               | 11               | 11               | 10               | 14               | 11                   | 1                | 2                | 1                | 17               |
| Suíça           | 4                | 10               | 10               | 2                | 7                | 8                | 3                                             | 24               | 11               | 12               | 10               | 14               | 11                   | 2                | 2                | 3                | 17               |
| Bélgica         | 4                | 11               | 10               | 3                | 7                | 8                | 4                                             | 24               | 12               | 14               | 10               | 15               | 11                   | 3                | 3                | 3                | 18               |
| Itália          | 4                | 14               | 10               | 3                | 7                | 11               | 6                                             | 24               | 14               | 14               | 10               | 15               | 11                   | 3                | 3                | 3                | 18               |
| Total           | 4                | 14               | 10               | 3                | 7                | 11               | 6                                             | 24               | 14               | 14               | 10               | 15               | 11                   | 3                | 3                | 3                | 18               |
| Lugar           | 13º              | 4º               | 9º               | 14º              | 11º              | 7º               | 12º                                           | 1º               | 4º               | 4º               | 9º               | 3º               | 7º                   | 14º              | 14º              | 14º              | 2º               |
| Países Votantes | Finlândia        | Reino Unido      | Espanha          | Noruega          | Grécia           | Israel           | República Socialista Federativa da Iugoslávia | Suécia           | Luxemburgo       | Mónaco           | Bélgica          | Países Baixos    | República da Irlanda | Alemanha         | Suíça            | Portugal         | Itália           |
| Países Votantes | Países Pontuados |                  |                  |                  |                  |                  |                                               |                  |                  |                  |                  |                  |                      |                  |                  |                  |                  |

### Maestros
Em baixo encontra-se a lista de maestros que conduziram a orquestra, na respectiva actuação de cada país concorrente.
| País              | Maestro                                             |
| ----------------- | --------------------------------------------------- |
| Finlândia         | Ossi Runne                                          |
| Reino Unido       | Nick Ingman                                         |
| Estado espanhol   | Rafael Ibarbia                                      |
| Noruega           | Frode Thingnæs                                      |
| Grécia            | Giorgos Katsaros                                    |
| Israel            | Yoni Rechter                                        |
| Iugoslávia        | Zvonimir Skerl                                      |
| Suécia            | Sven-Olof Walldoff                                  |
| Luxemburgo        | Charles Blackwell                                   |
| Mónaco            | Raymond Donnez                                      |
| Bélgica           | Pierre Chiffre                                      |
| Países Baixos     | Harry van Hoof                                      |
| Irlanda           | Colman Pearce                                       |
| Alemanha          | Werner Scharfenberger                               |
| Suíça             | Pepe Ederer                                         |
| Portugal          | José Calvário                                       |
| Itália            | Gianfranco Monaldi                                  |
| França            | Jean-Claude Petit (se a França tivesse participado) |
| Maestro anfitrião | Ronnie Hazlehurst                                   |

## Artistas repetentes
Em 1974, os repetentes foram:
| País (1974) | Foto     | Artista            | Ano Anterior | País Representado | Canção                  | Tradução                    | Pontuação | Classificação |
| ----------- | -------- | ------------------ | ------------ | ----------------- | ----------------------- | --------------------------- | --------- | ------------- |
| Itália      |          | Gigliola Cinquetti | ESC 1964     | Itália            | "Non ho l'età"          | Eu não tenho idade          | 49        | 1º            |
| Mónaco      |          | Romuald            | ESC 1964     | Mónaco            | "Où sont-elles passées" | Onde é que elas têm estado? | 15        | 3º            |
| Mónaco      | ESC 1969 | Romuald            | Luxemburgo   | "Catherine"       | Catherine               | 7                           | 11º       |               |
| Noruega     |          | Bendik Singers     | ESC 1973     | Noruega           | "It's Just a Game"      | Isto é apenas um jogo       | 89        | 7º            |

## Transmissão do Festival

### Países participantes
| País          | Canal                   | Comentador(es)     | Porta-vozes           |
| ------------- | ----------------------- | ------------------ | --------------------- |
| Finlândia     | YLE TV1                 | Matti Paalosmaa    | Aarre Elo             |
| Finlândia     | Yleisohjelma            | Matti Paalosmaa    | Aarre Elo             |
| Reino Unido   | BBC1                    | David Vine         | Colin-Ward Lewis      |
| Reino Unido   | BBC Radio 2             | Terry Wogan        | Colin-Ward Lewis      |
| Reino Unido   | British Forces Radio    | Richard Astbury    | Colin-Ward Lewis      |
| Espanha       | TVE1                    | José Luis Uribarri | Antolín García        |
| Espanha       | Primer Programa RNE     | TBC                | Antolín García        |
| Noruega       | NRK                     | John Andreassen    | Sverre Christophersen |
| Noruega       | NRK P1                  | Erik Heyerdahl     | Sverre Christophersen |
| Grécia        | EIRT                    | Mako Georgiadou    | Mako Georgiadou       |
| Israel        | HaArutz HaRishon        | Sem comentador     | Yitzhak Shim'oni      |
| Iugoslávia    | TVB1                    | Milovan Ilić       | Helga Vlahović        |
| Iugoslávia    | TVZ 1                   | Oliver Mlakar      | Helga Vlahović        |
| Iugoslávia    | TVL1                    | Tomaž Terček       | Helga Vlahović        |
| Suécia        | SR TV1                  | Johan Sandström    | Sven Lindahl          |
| Suécia        | SR P3                   | Ursula Richter     | Sven Lindahl          |
| Luxemburgo    | Télé-Luxembourg         | Jacques Navadic    | TBC                   |
| Luxemburgo    | RTL Radio               | Camillo Felgen     | TBC                   |
| Mónaco        | Télé Monte Carlo        | Pierre Tchernia    | Sophie Hecquet        |
| Bélgica       | RTB                     | Georges Désir      | André Hagon           |
| Bélgica       | BRT                     | Herman Verelst     | André Hagon           |
| Países Baixos | Nederland 2             | Willem Duys        | Dick van Bommel       |
| Irlanda       | RTÉ Television          | Mike Murphy        | Brendan Balfe         |
| Irlanda       | Radio Éireann           | Liam Devally       | Brendan Balfe         |
| Alemanha      | ARD Deutsches Fernsehen | Werner Veigel      | Ekkehard Böhmer       |
| Suíça         | TV DRS                  | Theodor Haller     | Michel Stocker        |
| Suíça         | TSR                     | Georges Hardy      | Michel Stocker        |
| Suíça         | TSI                     | Giovanni Bertini   | Michel Stocker        |
| Portugal      | I Programa              | Artur Agostinho    | Henrique Mendes       |
| Portugal      | TBC                     | RDP Antena 1       | Henrique Mendes       |
| Itália        | Secondo Programma       | Rosanna Vaudetti   | Anna Maria Gambineri  |

### Países não participantes
| País      | Canal                | Comentador(es)   |
| --------- | -------------------- | ---------------- |
| Áustria   | FS2                  | Ernst Grissemann |
| Dinamarca | DR TV                | Claus Toksvig    |
| França    | Première Chaîne ORTF | Pierre Tchernia  |
| Islândia  | RÚV                  | TBC              |
| Malta     | MTV                  | Charles Saliba   |
| Turquia   | Ankara Television    | Bülend Özveren   |